# Dichanthelium
Dichanthelium es un género de plantas herbáceas perteneciente a la familia de las poáceas. Es originario de América.
Casi todas las especies han sido incluidas en el género Panicum.

## Descripción
Son plantas perennes cespitosas, a menudo con una roseta basal de láminas cortas y anchas en la etapa temprana de crecimiento; tallos simples a profusamente ramificados en los nudos medios y superiores ya más avanzada la estación de crecimiento, después produciendo generalmente panículas reducidas con espiguillas en su mayoría cleistógamas; plantas hermafroditas. Vainas redondeadas; lígula ausente, una membrana ciliada o reducidas a una hilera de cilios; láminas lineares a ovadas. Inflorescencia una panícula, las terminales en su mayor parte exertas, casmógamas, las axilares a menudo sólo parcialmente exertas, generalmente al menos parcialmente cleistógamas; espiguillas elipsoides a obovoides, sin aristas, con 2 flósculos; desarticulación por debajo de las glumas; glumas desiguales, la inferior generalmente 1/4–3/5 la longitud de la espiguilla, enervia o 1 (–3)-nervia, membranácea, gluma superior y lema inferior similares, herbáceas, casi tan largas como la espiguilla o la lema inferior ligeramente más corta; flósculo inferior generalmente estéril, raramente estaminado, flósculo superior bisexual, coriáceo, brillante, glabro; lodículas 2; estambres 3, purpúreos; estigmas 2, purpúreos. Fruto una cariopsis, embrión 1/3–1/2 la longitud de la cariopsis; hilo punteado.

## Taxonomía
El género fue descrito por (Hitchc. & Chase) Gould y publicado en Brittonia 26(1): 59. 1974. La especie tipo es: Dichanthelium dichotomum (L.) Gould. 
Citología
Número de la base del cromosoma, x = 9. 2n = 18 (la mayoría), o 36 (ocasionalmente).

## Especies
- Lista de especies de Dichanthelium[3][4]

Comprende 102 especies descritas y de estas, solo dos aceptadas:
- Dichanthelium caparoense (Zuloaga & Morrone) Zuloaga
- Dichanthelium cumbucana (Renvoize) Zuloaga